# Wadi
För andra betydelser, se Wadi (olika betydelser).

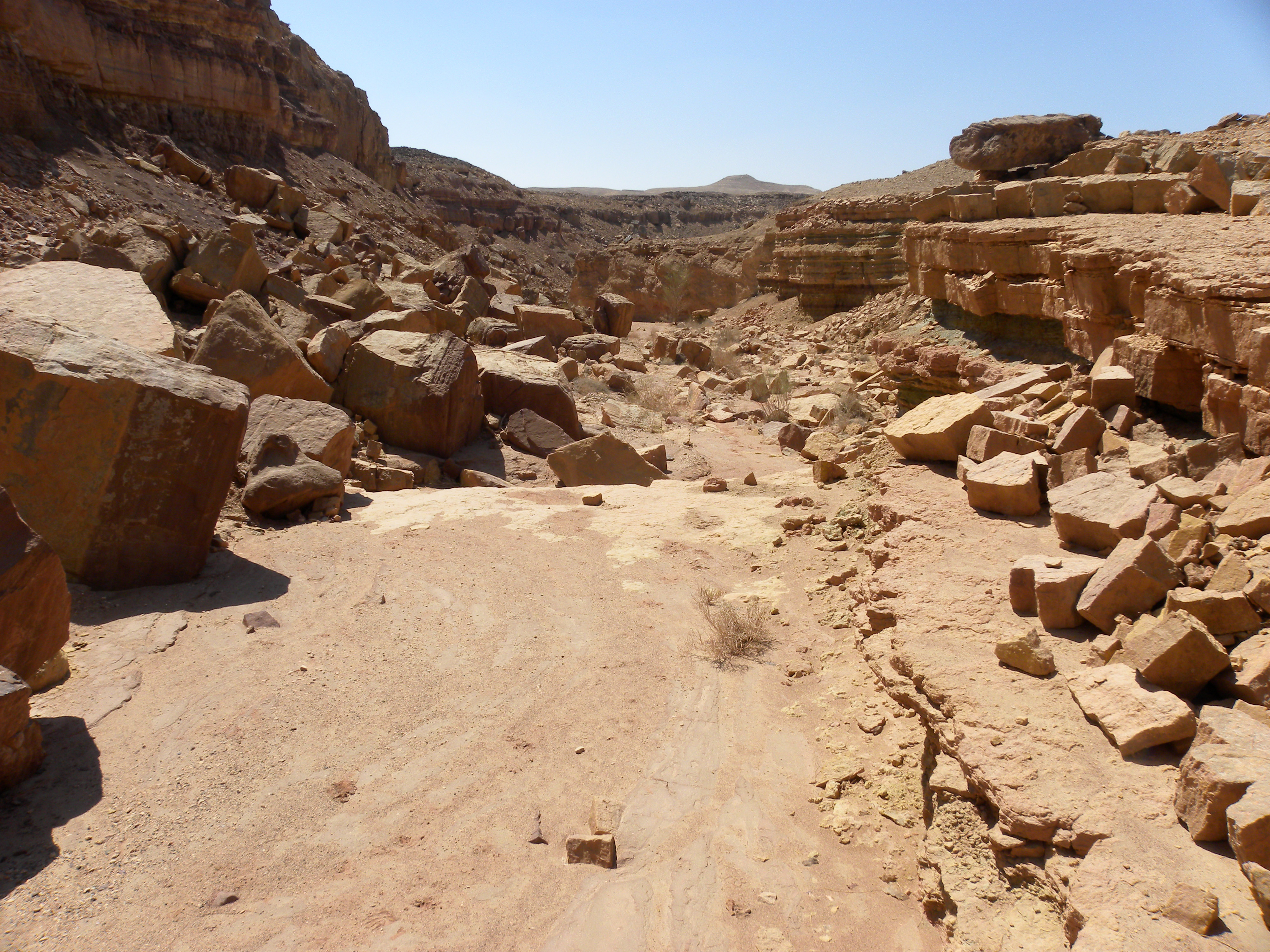
En wadi i Negev, Israel.

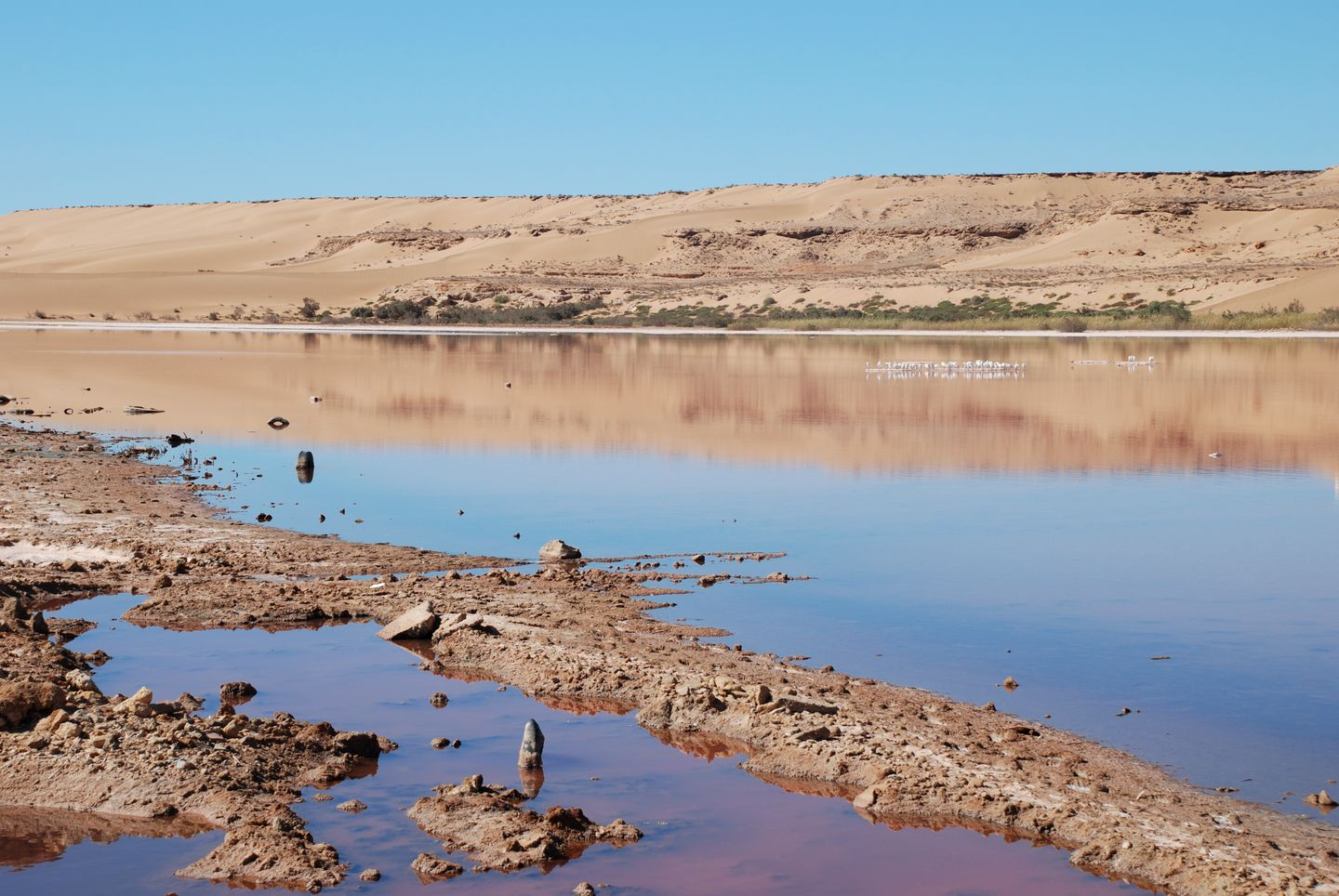
Denna wadi i Västsahara ger en bild av hur en wadi kan se ut när regnet väl kommer.

En wadi (arabiska وادي, wādī) är generellt ett arabiskt uttryck för en dal eller floddal. Det är dessutom uttryck för en torrflod, en uttorkad flodbädd i öken- eller stäppområden som endast undantagsvis eller periodiskt är vattenfylld, jämför med vårflod. Efter de tillfälliga men kraftiga regn som förekommer i dessa torra områden kan en wadi svämma över på mycket kort tid. På grund av lätt eroderbar sandbotten och betydande vattenmängder präglas wadiers lopp ofta av kraftig erosion.